# أنموذج اللبيب في خصائص الحبيب (كتاب)
أنموذج اللبيب في خصائص الحبيب هو كتاب يتحدث عن الخصائص والسمات النبوية للنبي محمد، ألفه الحافظ جلال الدين السيوطي (849-911).

## محتوى الكتاب
ذكر السيوطي في مقدمة الكتاب ما يلي:
| أنموذج اللبيب في خصائص الحبيب (كتاب) | هذا أنموذج لطيف، وعنوان شريف، لخصته من كتابي الكبير الذي جمعت فيه المعجزات والخصائص النبوية بدلائلها، وتتبعت فيه الأحاديث الواردة في منصب النبوة وعظيم فضائلها، قصرته على إيراد الخصائص سرداً وجيزاً، وميزت فيه كل نوع من أنواعها تمييزاً، وسميته: أنموذج اللبيب في خصائص الحبيب صلى الله عليه وعلى آله وسلم، وما توفيقي إلا بالله عليه توكلت وإليه أنيب | أنموذج اللبيب في خصائص الحبيب (كتاب) |

ويحتوي الكتاب على بابين كل باب يحوي أربعة فصول:
الباب الأول: في الخصائص التي اختص بها عن جميع الأنبياء ولم يؤتها نبي قبله :
- فيما اختص به صلى الله عليه واله وسلم في ذاته في الدنيا.
- فيما اختص به صلى الله عليه واله وسلم في شرعه في أمته في الدنيا.
- فيما اختص به صلى الله عليه واله وسلم في ذاته في الاخره.
- فيما اختص به صلى الله عليه واله وسلم في أمته في الاخره.

الباب الثاني: في الخصائص التي اختص بها عن أمته :
- فيما اختص به صلى الله عليه واله وسلم من الواجبات والحكمة فيه.
- فيما اختص به صلى الله عليه واله وسلم من المحرمات.
- فيما اختص به صلى الله عليه واله وسلم من المباحات.
- فيما اختص به صلى الله عليه واله وسلم من الكرامات والفضائل.